# Stefano Casadio
Don Stefano Casadio (Cotignola, 26 febbraio 1913 – Roma, 27 maggio 2001) è stato un presbitero italiano antifascista e missionario.
Nel 1945 don Stefano, allora Parroco di Cotignola, e Leno Casadio, capo partigiano, diedero vita all'operazione "Bandiera Bianca" che fermò i bombardamenti sulla cittadina. Attraversarono il Senio e si recarono da soli, innalzando una bandiera bianca, al campo degli Alleati. Convinsero gli anglo-americani ad arrestare i bombardamenti perché gli unici tedeschi rimasti erano stati fatti prigionieri dai partigiani. Per questo ha ricevuto la Medaglia al Valor Civile. Parroco di Reda dal 1956 fino alla sua partenza per il Brasile. Gli è stato intitolato l'Istituto Comprensivo di Cotignola nel 2006.

## Biografia
Stefano Casadio nacque in casa il 26 febbraio 1913, secondo di tre figli, a Cotignola, un piccolo paese adagiato sulla sponda sinistra del fiume Senio. Figlio di Giovanni Casadio, dipendente comunale, e di Severina Bassi, donna di famiglia contadina abbastanza povera.

### La formazione e gli studi
L'educazione fu severa e, tra le varie figure di riferimento, spiccò quella di don Zini, il parroco del paese, che con il suo operato ed il suo carattere influenzò molto il giovane Casadio, considerato da sempre un ragazzino fin troppo vivace, a tratti discolo, tanto che nessuno avrebbe mai pensato potesse avvicinarsi alla Chiesa. Fu proprio don Zini a far sì che ricevesse un'adeguata istruzione presso il Seminario di Faenza, nel mentre Stefano cercava di imparare un mestiere e faceva il garzone presso un falegname. Durante gli anni da seminarista il libro "La vita di don Bosco" fu particolarmente importante per la sua formazione e particolarmente affine al suo animo, che fu - anche successivamente - votato ai giovani e alle iniziative in loro favore. Gli anni del seminario vanno dal 1926 fino al 1938, anno in cui fu ordinato sacerdote. La sua prima funzione fu celebrata il 2 maggio 1938 a Cotignola, in presenza di tutta la famiglia, e rimase per un anno e mezzo presso la parrocchia come supporto al parroco ormai avanti negli anni. Il giovane prete, fresco di nomina, si ritrovò così a svolgere le funzioni del collega, diventando così di fatto il parroco della cittadina, anche se solo venticinquenne.